# Aardman Animations
Aardman Animations, Ltd., även känd som Aardman Studios, är en brittisk animationsstudio. Den skapades 1972 av Peter Lord och David Sproxton i Bristol i Storbritannien och har specialiserat sig på leranimation.

## Produktion och historik
Studions ledande regissör är Nick Park. Hans filmer om uppfinnaren Wallace och hunden Gromit, inklusive den Oscarsbelönade kortfilmen Fel brallor (1993) och En kamp på liv och bröd (2008), har vunnit stora framgångar. De inledde sitt liv i en rad kortfilmer och kom 2005 i långfilmsformat via Varulvskaninens förbannelse (även den Oscarsbelönad).
Andra uppmärksammade TV-produktioner inkluderar Creature Comforts (svenska: Livets nödtorft, 1989). I denna samling leranimerade kortfilmer med djur kommer röster från vardagsintervjuer med folk ur allmänheten. Ett annat kortfilmskoncept är Rackan Rex (engelska: Rex the Runt), inlett med en försöksfilm 1989 och producerat som en kortfilmsserie åren kring millennieskiftet.
Studions första långfilmsproduktion var Flykten från hönsgården (2000), en komisk rymningsfilm delvis inspirerad av andravärldskrigsfilmen Den stora flykten från 1963.
2007 inleddes den mångåriga produktionen av Fåret Shaun, en omfattande tallös TV-serie kretsande kring Shaun och andra får i hans omgivning. 2015 och 2019 utvecklades detta till långfilmer med titlarna Fåret Shaun – filmen respektive Farmageddon.
Senare har bolaget även samarbetat med andra bolag. Detta gäller Arthur Christmas (svenska: Arthur och julklappsruschen) från 2011 och Piraterna! från 2012, två 3D-animerade filmer producerade ihop med Sony Pictures Animation. 2018 kom Grottmannen Dug som animerats i samarbete med franska Studio Canal.

## Produktioner i urval
- 1986 • "Sledgehammer" (musikvideo till Peter Gabriels sång)
- 1989 • Livets nödtorft (Creature Comforts; kortfilm)
- Wallace & Gromit
  - 1989 • Osten är slut (A Grand Day Out, kortfilm)
  - 1993 • Fel brallor (The Wrong Trousers, kortfilm)
  - 1995 • Nära ögat (A Close Chave, kortfilm)
  - 2005 • Varulvskaninens förbannelse (The Curse of the Were-Rabbit, långfilm)
  - 2010 • World of Invention (miniserie)
  - 2008 • En strid på liv och bröd (A Matter of Loaf and Death, kortfilm)
  - 2024 • Hämnden har vingar (Vengeance Most Fowl)
- 1989–2001 – Rackan Rex (Rex the Runt, TV-serie)
- Flykten från…
  - 2000 • Flykten från hönsgården (Chicken Run, långfilm)
  - 2023 • Flykten från kycklingfabriken (Chicken Run: Dawn of the Nugget, långfilm)
- 2002 • Magnifika mackapärer (TV-program)
- 2006 • Bortspolad (Flushed Away, långfilm)
- Fåret Shaun (med spinoffer)
  - 2007– • Fåret Shaun (Shaun the Sheep, TV-serie)
  - 2009–2012 • Timmy lamm (Timmy Time, TV-serie)
  - 2015 • Fåret Shaun – filmen (Shaun the Sheep Movie, långfilm)
  - 2019 • Farmageddon (långfilm)
- 2011 • Arthur och julklappsrushen (Arthur Christmas, långfilm)
- 2012 • Jubilee Bunt-a-thon (kortfilm)
- 2012 • Piraterna! (The Pirates!, långfilm)
- 2018 • Grottmannen Dug (Early Man, långfilm)